# Эвоки
Эвоки (англ. Ewoks) — вымышленная раса существ из фантастической саги «Звёздные войны». Впервые предстают перед зрителями в фильме «Звёздные войны. Эпизод VI: Возвращение джедая» (1983). Также фигурируют в фильмах «Караван смельчаков. Приключения эвоков», «Эвоки. Битва за Эндор» и мультсериале «Эвоки», а ещё в различных книгах и играх Расширенной вселенной.

## Описание
Эвоки составляют коренное население Луны Священной — спутника планеты Эндор (на орбите которого была разрушена вторая Звезда смерти). Они очень маленькие (рост самых высоких из них не превышает 70 сантиметров), что позволяет им хорошо прятаться в лесах родной планеты. Тела и лица эвоков полностью покрыты мехом чёрного, коричневого, белого или красноватого цвета; уши округлые, довольно крупные. Эвоки толстенькие, но двигаются удивительно быстро. В целом очень похожи на медвежат.
Уровень развития эвоков примерно соответствует земному каменному веку; они не возделывают землю, не обрабатывают металл (все их вещи и орудия труда изготовлены из дерева или кости). Обитают в примитивно сконструированных хижинах, которые обычно строят на деревьях. Однако некоторые эвоки строили свои поселения на земле, мелководных озёрах и в горах. Умеют сооружать дельтапланы, на которых отправляются в путешествия по планете. Живут семьями, которые объединяются в племена. Основные занятия — охота, собирательство. Сами эвоки считали себя отличными охотниками. В качестве оружия используют ножи, луки и стрелы, копья с каменными наконечниками, пращи и катапульты. Эвоки являются всеядными.
Эвоки поклонялись силам природы. Также у эвоков был очень силён культ деревьев. Все они считали себя потомками Великого Дерева. Когда в поселении рождался новый эвок, высаживалось новое дерево, а когда он умирал, считалось что его душа теперь живёт в этом дереве. Такие деревья именовались Деревьями Жизни.
Для примитивной культуры эвоков был характерен шаманизм. Зачастую эвокские шаманы были чувствительны к Силе, однако среди них встречались и обычные шарлатаны. Шаманы могли врачевать болезни и раны, а также обращаться к богам и духам предков, живущим в Деревьях Жизни.
Мохнатые от природы, эвоки не нуждаются в одежде и носят только головные уборы-капюшоны, а также сумочки, которые заменяют им карманы.
Эвоки — очень любопытные, сообразительные и общительные создания, однако опыт контактов с имперскими солдатами сделал их пугливыми и осторожными. Тем не менее, они очень быстро учатся, и если приходится воевать, они сражаются храбро. Умеют устраивать засады.

## История создания

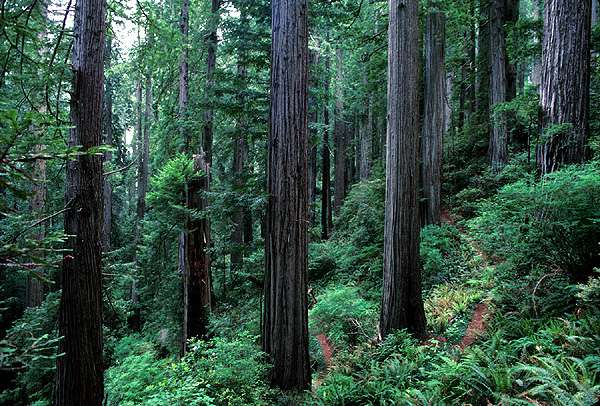
Лес, в котором происходили съёмки сцен на Эндоре.

Джордж Лукас планировал включить в фильм «Возвращение джедая» расу примитивных существ, которые, тем не менее, вносят вклад в победу над мощной в военно-технологическом плане Галактической империей. Первоначально он хотел, чтобы действие разворачивалось на родной планете вуки — Кашиике, однако затем передумал и создал новую расу существ, которые, в противовес высоким вуки, были небольшого роста. Идею поражения высокотехнологичных сил Империи от эвоков Джордж Лукас основывал на действиях коммунистических партизан из Вьетконга против американских войск во время войны во Вьетнаме.
Своё название эвоки получили по имени индейского племени мивоков, проживающего в Красном лесу, в котором происходили съёмки сцен на луне Эндора. Также слово «эвок» получено в результате игры букв в слове «вуки» («Wookiee» — «Ewok»). Слово «эвоки» ни разу не звучит в фильме, хотя использовалось в сценарии.
При озвучивании речи эвоков использовались записи на тибетском и калмыцком языках.
Эвоков играли актёры-карлики, в том числе, например, Фил Фондакаро, его брат Сэл, Кенни Бейкер и его жена.

## История

### Мультсериал
Действие в мультипликационном сериале хронологически разворачивается между событиями пятого и шестого эпизодов «Звёздных войн». Главными героями сериала являются Уикет Уистри Уоррик вместе с его друзьями, тулгайская ведьма Мораг, а также соперничающие с эвоками племена дюлоков.

### Караван смельчаков

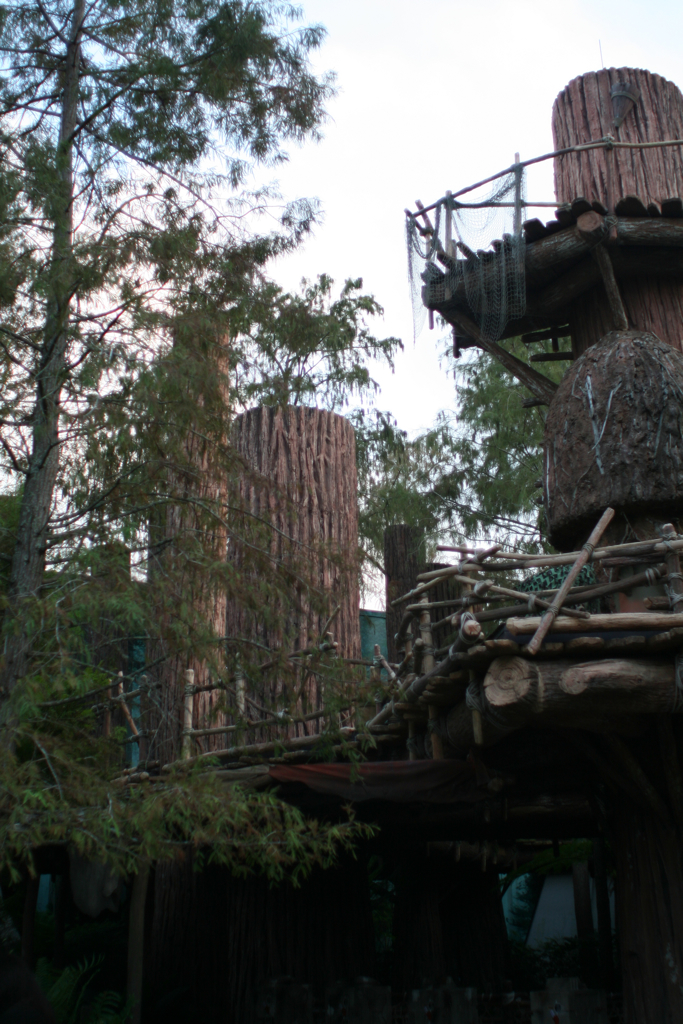
Деревня эвоков в Star Tours: The Adventures Continue (Диснейленд).

История разворачивается до событий, показанных в фильме «Звёздные войны: Эпизод VI — Возвращение джедая», когда на планете Эндор совершает вынужденную посадку шаттл семьи Товани. В фильме показана история борьбы эвоков с великаном.

### Битва за Эндор
Фильм является продолжением произведения «Приключения эвоков. Караван смельчаков». Действие телефильма происходит на планете Эндор во время восстания, между пятым и шестым эпизодами, и описывает борьбу эвоков с силами мародёров.

### Возвращение джедая
Эвокам отведено значительное место в этом эпизоде классической трилогии. Группа повстанцев — Хан Соло, Люк Скайуокер, R2D2 и C3PO попадают в плен к эвокам. Однако затем они получают свободу, так как эвоки принимают С-3РО за некое божество. К ним присоединяется принцесса Лея Органа, и они вместе продолжают борьбу против Империи. Также эвоки помогли повстанцам разбить Галактическую Империю в битве при Эндоре, уничтожив генератор силового поля Второй Звезды Смерти.